# Darío Fernández
Darío Ezequiel Fernández (Punta Alta, 24 settembre 1978) è un ex calciatore argentino, di ruolo centrocampista.

## Carriera
Ha giocato nella massima serie dei campionati argentino, cileno, greco, israeliano e cipriota.